# 卡爾片科韋 (布倫區)
51°4′17″N 33°55′35″E / 51.07139°N 33.92639°E
卡爾彭科韋（烏克蘭語：Карпенкове）是位於烏克蘭東北部的村莊，由蘇梅州科諾托普區的布林市鎮負責管轄。該村在庫里齊亞河左岸，處於米科拉伊夫卡和博什夫卡附近，海拔高度154米，2001年人口58。